# Foreste pluviali montane di Sulawesi
Le foreste pluviali montane di Sulawesi sono un'ecoregione terrestre dell'ecozona australasiana appartenente al bioma delle foreste pluviali di latifoglie tropicali e subtropicali (codice ecoregione: AA0124), che si estende per circa 75.800 km² sull'isola di Sulawesi (l'antica Celebes) e su alcune isole circostanti dell'Indonesia.
Lo stato di conservazione è considerato relativamente stabile.
La regione, insieme all'ecoregione delle foreste pluviali di pianura di Sulawesi, costituisce l'ecoregione globale denominata Foreste umide di Sulawesi, inclusa nella lista delle Global 200.

## Territorio
L'ecoregione comprende le foreste umide tropicali montane situate al di sopra dei 1.000 m s.l.m. dell'isola di Sulawesi. Le aree di pianura al di sotto di questa quota appartengono a una distinta ecoregione, denominata foreste pluviali di pianura di Sulawesi (AA0123).
Sulawesi è un'isola prevalentemente montuosa, con la maggior parte del territorio situata sopra i 500 metri e circa il 20% al di sopra dei 1.000 metri, soprattutto nella regione centrale. Nella penisola settentrionale si trovano numerosi vulcani ancora attivi. Il monte Rantemario (3.440 m), nella parte settentrionale del Sulawesi Meridionale, è la vetta più alta dell'isola.
Dal punto di vista geologico, Sulawesi e le aree circostanti rappresentano una regione di estrema complessità, dovuta alla convergenza di tre placche litosferiche: la placca australiana in movimento verso nord, la placca del Pacifico in movimento verso ovest, e la placca euroasiatica che si sposta a sud-sud-est. Sulawesi e le isole adiacenti sono suddivise in tre province geologiche: (1) l'arco vulcanico della Sulawesi occidentale; (2) la cintura ofiolitica della Sulawesi orientale, con i relativi sedimenti pelagici associati; (3) frammenti continentali provenienti dal margine australiano. Le province occidentale e orientale sono separate dalla faglia di Palu-Koro, che si estende dalla città di Palu al golfo di Bone. La terza provincia comprende l'area di Tokala sulla penisola nord-orientale, le isole Banggai, l'isola di Buton e le isole Sula. La geologia di superficie dell'isola è estremamente variegata, con la presenza di ofioliti, rocce sedimentarie mesozoiche, rocce ignee e sedimentarie terziarie, e sedimenti e vulcaniti quaternarie. I vulcani attivi si concentrano nella penisola di Minahasa, che costituisce il braccio settentrionale dell'isola.
Secondo il sistema di classificazione climatica di Köppen, l'ecoregione rientra nella zona tropicale umida. Sulawesi presenta due stagioni principali: la stagione secca da maggio a ottobre e la stagione delle piogge da novembre ad aprile, con i mesi di gennaio e febbraio come i più piovosi. A causa della vicinanza all'equatore, le variazioni stagionali di temperatura sono contenute. Nelle pianure, la temperatura oscilla tra 21 °C e 35 °C, mentre nelle zone montuose varia tra 15 °C e 30 °C. La temperatura media annua nelle pianure è di circa 27 °C.
Sulawesi e le isole circostanti che compongono questa ecoregione fanno parte della regione biogeografica denominata Wallacea, nota per l'elevato grado di endemismo della flora e della fauna. La linea di Wallace, che corre tra Bali e Lombok e tra Sulawesi e il Borneo, segna una profonda fossa oceanica oltre la quale la dispersione delle specie terrestri risulta limitata. Analogamente, la linea di Lydekker, che si estende tra Timor e la piattaforma australiana fino ad Halmahera, Seram e la Nuova Guinea, indica il limite oltre cui la flora e la fauna australasiane non riescono ad espandersi agevolmente. Sulawesi si trova tra queste due barriere biogeografiche.

## Flora

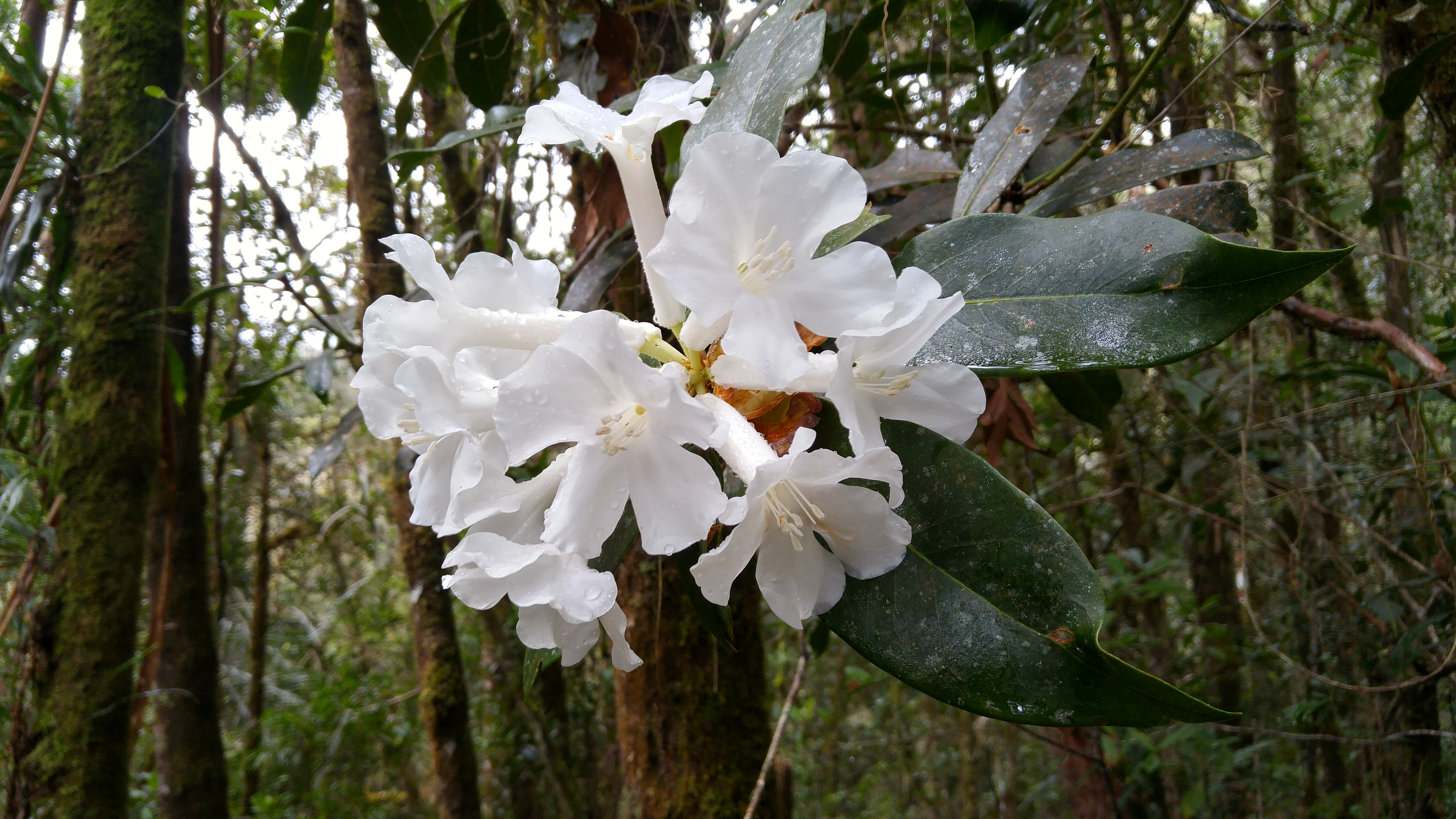
Rododendro sul monte Latimojong

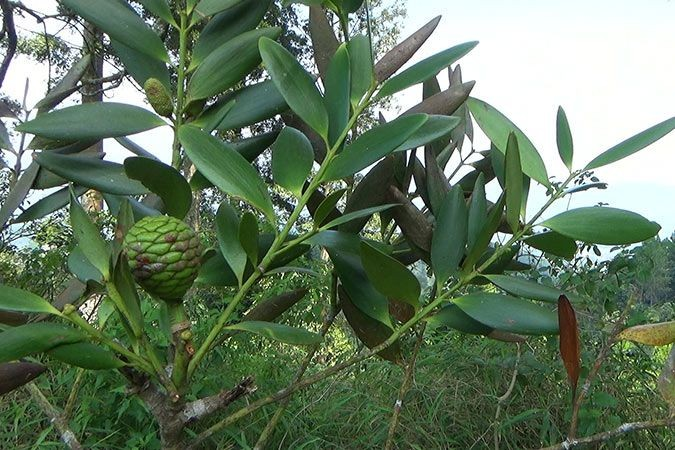
Agathis Dammara

La flora di Sulawesi è strettamente correlata a quella delle aree aride delle Filippine, delle Molucche, delle Piccole  Isole della Sonda e di Giava. Le foreste di pianura mostrano affinità floristiche con la Nuova Guinea, mentre le zone montane presentano maggiori somiglianze con il Borneo.
Le principali comunità vegetali dell'ecoregione comprendono la foresta pluviale montana inferiore, la foresta pluviale montana superiore e le foreste subalpine. Le foreste formano generalmente una volta chiusa, con altezza e complessità strutturale che diminuiscono all'aumentare dell'altitudine.
La foresta pluviale montana inferiore, o foresta submontana, si estende tra i 1.000 e i 1.500 metri di altitudine. In questa fascia, gli alberi diventano più bassi e meno massicci, mentre le epifite, come le orchidee, si fanno più abbondanti. Le foreste di pianura di Sulawesi non sono dominate da alcuna famiglia arborea in particolare, ma le foreste montane inferiori sono caratterizzate dalla presenza prevalente di querce (Lithocarpus, con quattro specie) e castagni (Castanopsis, con due specie). Un esempio di associazione vegetale tipica include Phyllocladus, Agathis dammara ed Eugenia, dominate da Castanopsis.
La foresta montana superiore ospita numerose conifere, tra cui pini e gimnosperme affini come Podocarpus spp., Dacrycarpus spp., Dacrydium  spp. e Phyllocladus spp., oltre alla magnifica e commercialmente importante Agathis spp.
Le comunità subalpine si sviluppano oltre i 3.200 metri di altitudine e sono costituite da alberi e arbusti bassi, principalmente Rhododendron, Decaspermum e Hedyotis, insieme a cespugli ancora più bassi come Gaultheria e Acrothamnus suaveolens. Gli arbusti e gli alberi sono spesso ricoperti da licheni epifiti. Tra le erbe si trovano la margherita Keysseria, lo zenzero Alpinia, Potentilla leuconota e Potentilla parvula, nonché le graminacee Poa e Agrostis.
Nella regione sono presenti due importanti centri di diversità vegetale: il Parco nazionale Dumoga-Bone e il massiccio del Pegunungan Latimojong. Le foreste montane del Dumoga-Bone ospitano un ricco patrimonio genetico di alberi da legname e rattan, e sono dominate da Eugenia, Shorea e Agathis, con un sottobosco particolarmente ricco di rattan. Le foreste montane inferiori del monte Latimojong ospitano Lithocarpus, Phyllocladus hypophyllus, Podocarpus steupi e Taxus sumatrana, mentre le fasce montane superiori includono Vaccinium, Rhododendron vanvuurenii, Hypericum leschenaultii e Drimys piperita. L'area raggiunge i 3.455 metri di altitudine e presenta una vasta copertura di vegetazione subalpina sopra i 3.200 metri.

## Fauna

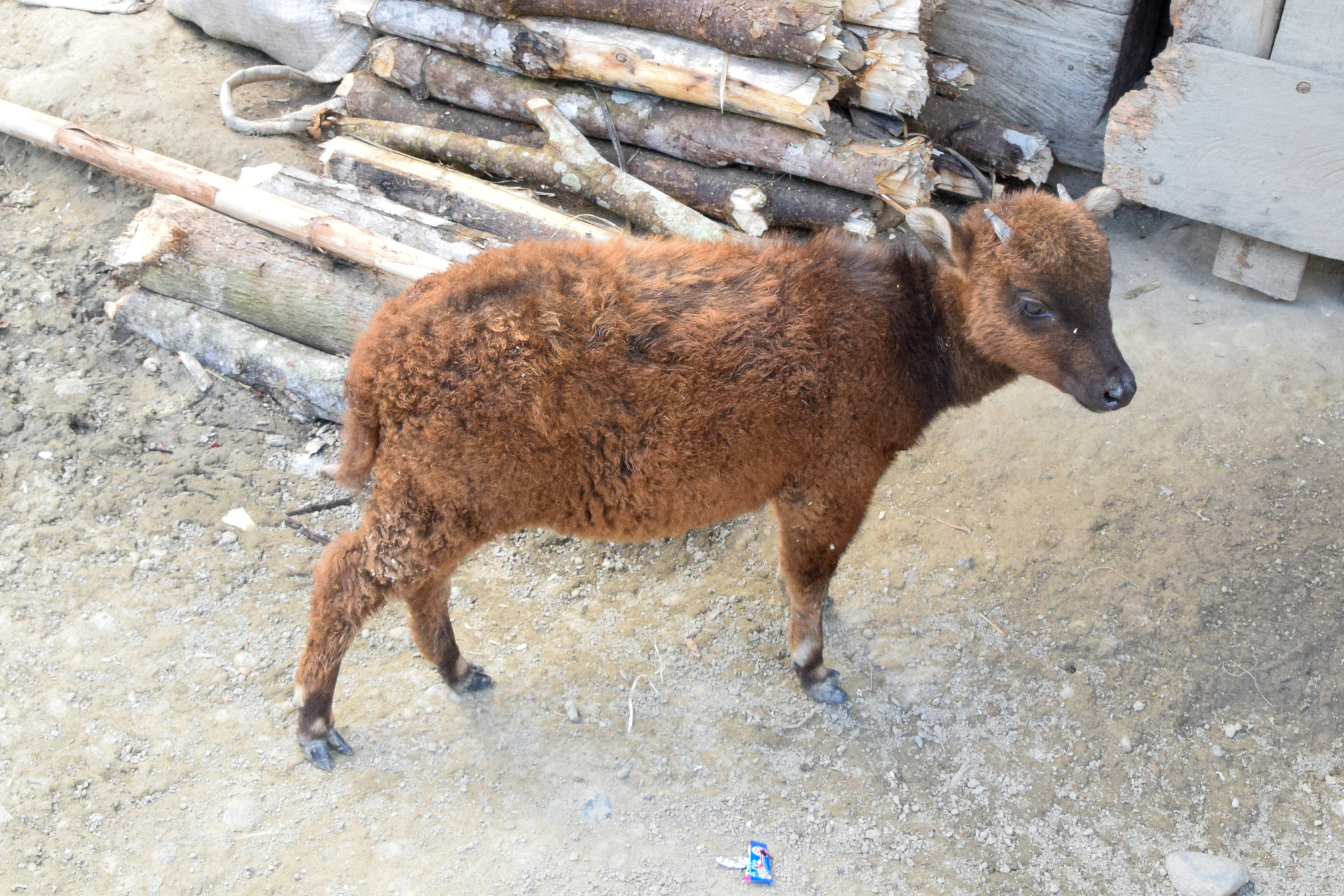
Bubalus quarlesi, Sulawesi, 2014

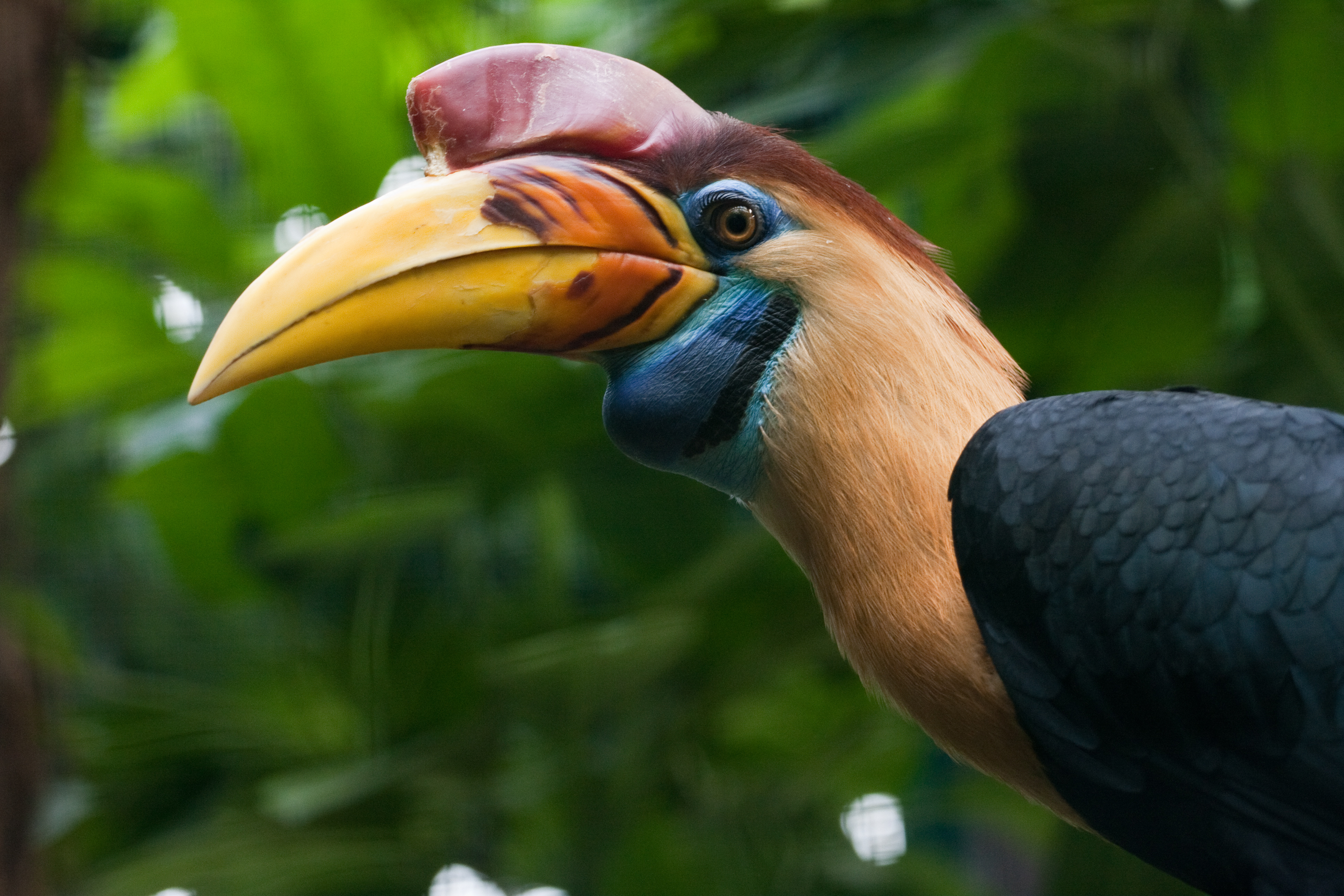
Rhyticeros cassidix

La posizione geografica di Sulawesi, la sua complessa storia geologica e il lungo isolamento hanno contribuito alla formazione di una fauna particolarmente distintiva. L'isola si trova infatti a un crocevia tra il Sud-est asiatico, la Nuova Guinea e l'Australia, e ciò ha favorito un significativo interscambio biotico, che ha portato all'evoluzione di un elevato numero di specie endemiche.
L'ecoregione ospita 102 specie di mammiferi, di cui 33 sono endemiche o quasi endemiche. Insieme alle foreste di pianura, le foreste montane di Sulawesi presentano il numero più elevato di mammiferi endemici tra tutte le ecoregioni dell'area indo-pacifica. Tra le specie endemiche figurano l'anoa di montagna (Bubalus quarlesi), il macaco crestato (Macaca nigra, in pericolo di estinzione) il babirussa (Babyrousa babyrussa, vulnerabile) e lo scoiattolo montano dal naso lungo (Hyosciurus heinrichi).
Circa 168 specie di uccelli sono residenti nell'ecoregione, di cui 44 risultano endemiche o quasi endemiche. L'ecoregione si sovrappone alle porzioni montane dell'Endemic Bird Area (EBA) di Sulawesi. Delle 54 specie di uccelli a distribuzione ristretta presenti nell'EBA, 14 si trovano sia nelle foreste di pianura sia in quelle montane, mentre 22 specie sono limitate esclusivamente alle zone montane. Diciannove di queste non sono presenti in nessun altro luogo al mondo. Due specie montane sono classificate come minacciate: il pigliamosche del Lompobattang (Ficedula bonthaina, in pericolo di estinzione) e la niltava di Sanford (Cyornis sanfordi, vulnerabile).
Un altro uccello emblematico della regione, considerato simbolo faunistico della provincia del Sulawesi Meridionale, è il bucero dal bernoccolo di Sulawesi (Rhyticeros cassidix).

## Conservazione
I ripidi pendii e la relativa scarsità di specie arboree di elevato valore commerciale hanno finora contribuito a contenere il disboscamento eccessivo. Tuttavia, le attività di disboscamento che si sono verificate hanno avuto effetti profondi sul paesaggio e sugli ecosistemi. Ad esempio, l'erosione diffusa dei pendii deforestati ha causato l'interramento dei canali di irrigazione, compromettendo la produttività delle un tempo fertili risaie della valle di Palu.
Anche la caccia e gli incendi di origine antropica costituiscono gravi minacce per la fauna selvatica e gli habitat. I cacciatori appiccano intenzionalmente incendi per facilitare la caccia all'anoa, trasformando le foreste montane in praterie. Le foreste montane superiori e le comunità subalpine sono inoltre vulnerabili alla siccità stagionale, durante la quale le foglie oleose di Rhododendron, Vaccinium e Gaultheria bruciano facilmente. Gli incendi ripetuti favoriscono l'espansione del falasco bianco (Imperata cylindrica, noto localmente come alang-alang), una pianta erbacea invasiva che può dominare il paesaggio. Altre minacce comprendono le politiche di transmigrazione e la bonifica locale dei terreni.
Nonostante ciò, l'ecoregione rimane in gran parte intatta, con circa tre quarti dell'habitat originario ancora presente. La maggior parte della distruzione si è verificata nella porzione sud-occidentale dell'isola, mentre vaste estensioni di foresta rimangono nelle zone montane settentrionali ed orientali.

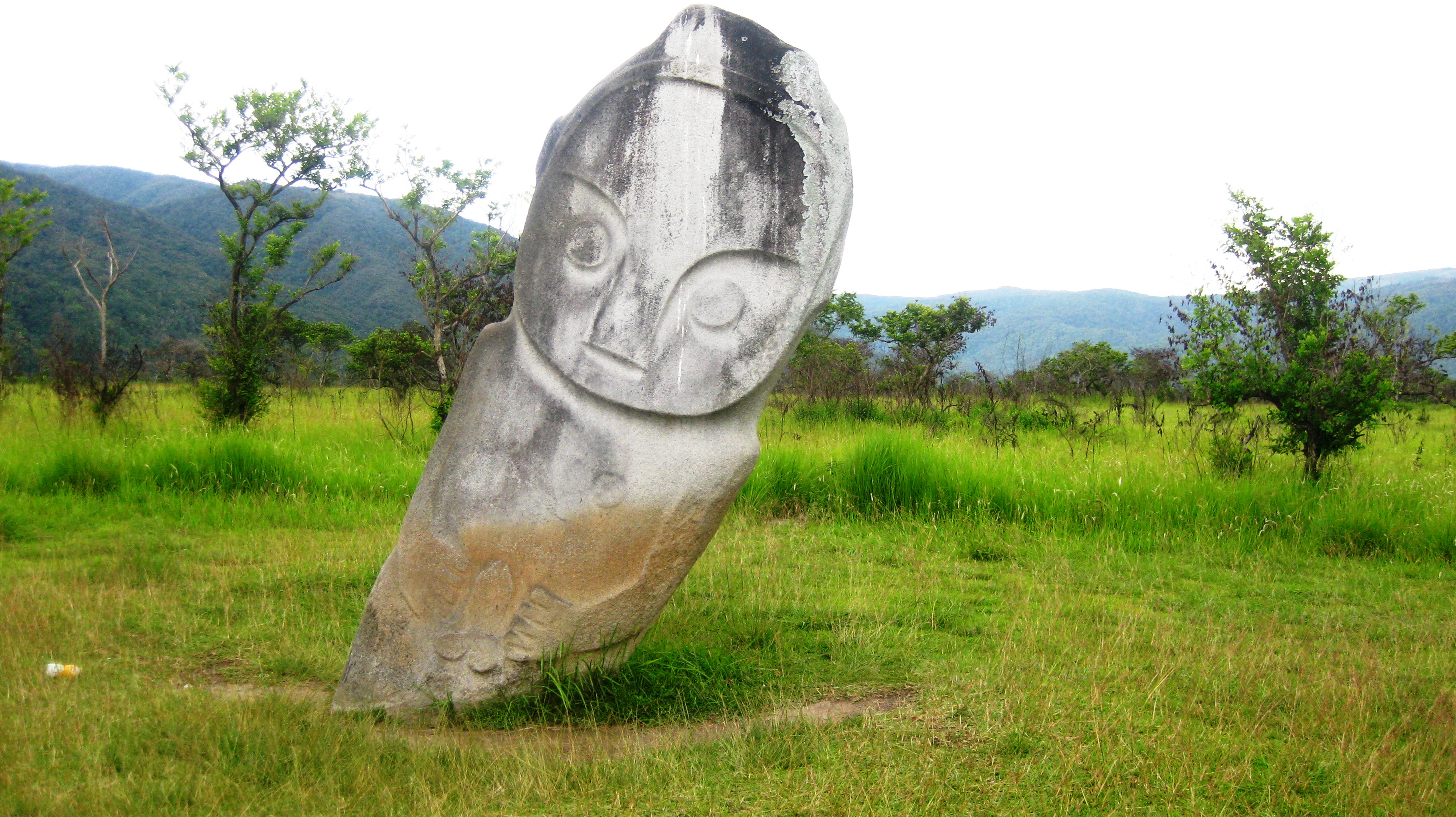
Megalite nel Parco nazionale di Lore Lindu

L'area ospita numerose aree naturali protette, tra cui sei parchi nazionali e varie riserve naturali. Oltre ai parchi, le riserve più estese comprendono:
- Riserva naturale di Morowali (Sulawesi Centrale);
- Riserva naturale di Tangkoko Batuangus (Dua Saudara) (Sulawesi Settentrionale);
- Riserva naturale di Gunung Ambang (Sulawesi Settentrionale);
- Riserva naturale di Panua (provincia di Gorontalo);
- Riserva naturale di Gunung Sojol (Sulawesi Centrale);
- Riserva naturale di Gunung Tinombala (Sulawesi Centrale);
- Riserva naturale di Pamona (Sulawesi Centrale).